# Camarena de la Sierra
Camarena de la Sierra és un municipi de l'Aragó, de la comarca de Gúdar-Javalambre.
La població compta amb un Balneari d'aigües medicinals.
El camí Aragó GR8 va de La Puebla de Valverde a Camarena de la Sierra.
El Cardenal catòlic Urbano Navarrete Cortés va nàixer a esta localitat l'any 1920.